# Доазон
Доазон (фр. Doazon) насеље је и општина у југозападној Француској у региону Аквитанија, у департману Атлантски Пиринеји која припада префектури По.
По подацима из 2011. године у општини је живело 190 становника, а густина насељености је износила 30,94 становника/km². Општина се простире на површини од 6 km². Налази се на средњој надморској висини од 181 метар (максималној 248 m, а минималној 129 m).

## Демографија
| 1962. | 1968. | 1975. | 1982. | 1990. | 2011. |
| ----- | ----- | ----- | ----- | ----- | ----- |
| 131   | 145   | 136   | 136   | 146   | 190   |

График промене броја становника у току последњих година